# Argyrodes pluto
Argyrodes pluto är en spindelart som beskrevs av Banks 1906. Argyrodes pluto ingår i släktet Argyrodes och familjen klotspindlar. Inga underarter finns listade i Catalogue of Life.